# Vardetangen
Vardetangen é um cabo no município de Austrheim, província de Hordaland, na Noruega. É o ponto da Noruega continental mais a oeste. Fica na península de Lindås, no interior do Fensfjorden e a 3,8 km a oeste da zona industrial de Mongstad.